# Reserva natural de Bureya
la reserva natural de Bureya (en ruso: Буреинский заповедник) es una reserva natural estricta (un 'Zapovédnik') de Rusia. Localizada a unos 200 km al noroeste de la ciudad de Jabárovsk, en el distrito administrativo (raión) de Verjnebureinski en el krai de Jabárovsk, en el Lejano Oriente ruso. El territorio está formado por tundra montañosa, ríos y lagos, y bosques de taiga. Incluye las cabeceras de los afluentes izquierdo y derecho del río Bureya, parte de la cuenca baja del río Amur. La reserva fue creada el 12 de agosto de 1987 y cubre un área de 358 444 ha (1384,0 mi²).

## Topografía
La reserva cubre los ríos Bureya izquierda y Bureya derecha, que se combinan en el río Bureya a medida que fluye hacia el sur hacia el río Amur. Se encuentra en la parte central y sur de Dusse-Alin. El área está rodeada por cadenas montañosas: la Cordillera Ezop al noroeste, la Cordillera Yam-Alin al norte y los montes Bureya al sur. Las montañas en la reserva en sí varían en altura desde 550 metros hasta 2241 metros, y porque la reserva se encuentra en los puntos de encuentro de varias fallas. Las cimas de los valles de los ríos son a menudo montañas calvas de forma convexa.
Las cabeceras de muchos arroyos son circos glaciares y los niveles más bajos a lo largo de los ríos presentan llanuras aluviales y lagos; entre los valles de los ríos son generalmente demasiado empinados para las terrazas y los afluentes del Bureya a menudo se convierten en rápidos. Debido a que los inviernos son relativamente secos, las inundaciones de primavera son pequeñas; las inundaciones de verano son mayores debido a las lluvias estacionales. La reserva es remota: la ciudad más cercana, Sophisk, está a 40 km al oeste de la frontera. No hay caminos en la reserva.

## Clima y ecorregión

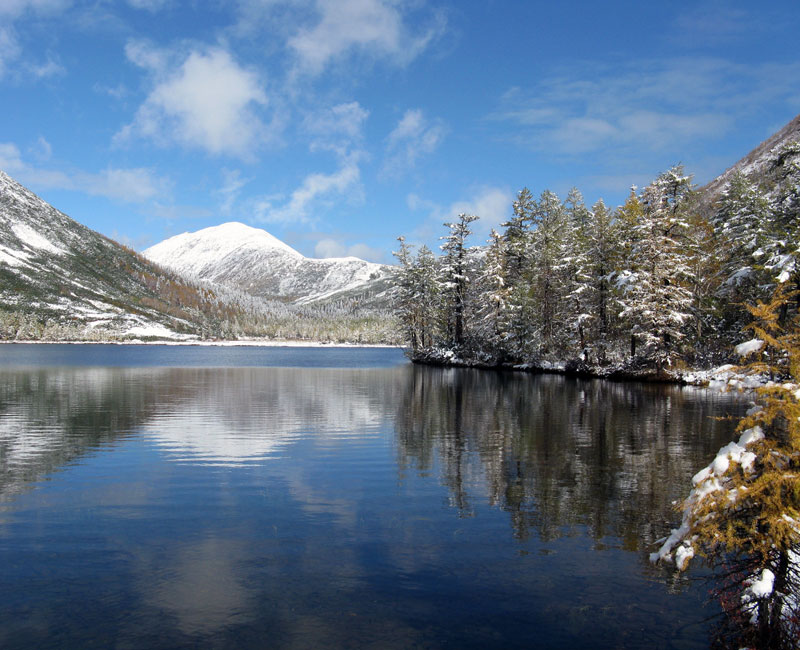
Lago Korbohon

La reserva de Bureya es el área protegida más grande de las comprendidas en la ecorregión de la taiga de Ojotsk-Manchuria. Esta región de taiga de coníferas se encuentra situada en la extensión más septentrional de las comunidades de flora de Manchuria, al mismo tiempo que alberga la zona suroeste de las comunidades de Ojotsk-Kamchatka/Beringia. Se ve afectada por la influencia climática del Océano Pacífico, que provoca que los inviernos sean más cálidos y los veranos más fríos que las zonas que están más alejadas del océano.
El clima de la región es subpolar con invierno seco (clasificación climática de Köppen (Dwc)). Este clima se caracteriza por una alta variación de temperatura, tanto diaria como estacional; con inviernos largos y fríos y veranos cortos y frescos sin ningún mes con un promedio de más de 22 °C (71,6 °F); y con bajos niveles de precipitación durante todo el año. La precipitación media en la región es de unos 121 mm/año. La temperatura media en el centro de la región en enero es de −31,5 °C (−24,7 °F) y de 15,8 °C (60,4 °F) en julio. Ligeramente moderado en el caso de Bureya por la relativa proximidad del océano.

## Flora y fauna

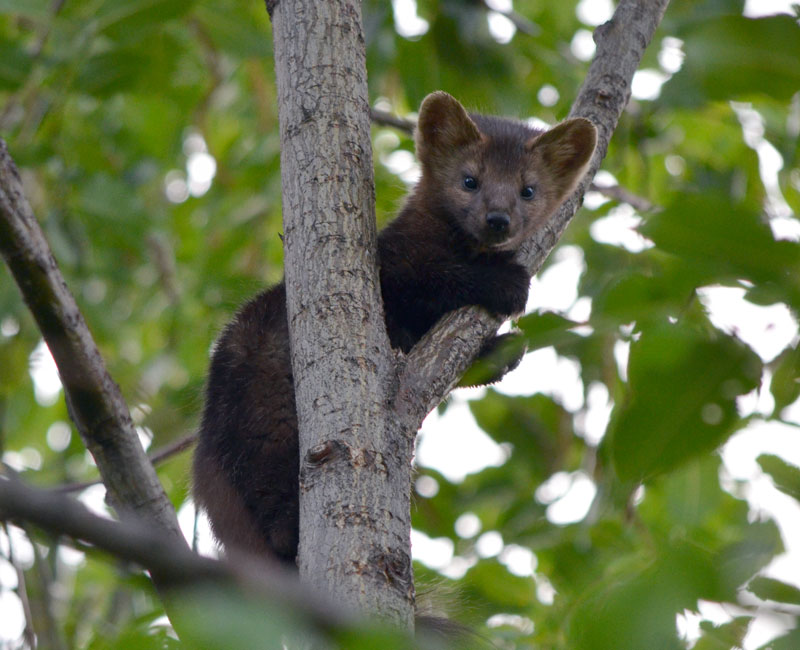
Una marta cibelina (Martes zibellina) fotografiada en la reserva

La reserva de Bureya nunca ha estado sujeta a la extracción comercial de madera; cualquier despeje de la cubierta arbórea se debe a causas naturales (incendios, deslizamientos de tierra). Los picos son de roca desnuda con líquenes, debajo hay una zona de prados alpinos. Por debajo de los 1100 metros comienza la zona forestal; las laderas medias están cubiertas de bosques de alerces, abetos, matorrales de cedro, y en el nivel más bajo hay bosques intrazonales de llanura aluvial. Los animales están representados por las especies típicas del bosque de Ojotsk-Kamchatka, que incluyen oso pardo (Ursus arctos), armiño (Mustela erminea), marta cibelina (Martes zibellina), liebre europea (Lepus europaeus), ardilla roja (Sciurus vulgaris) y glotón (Gulo gulo). Las elevaciones superiores presentan especies alpinas como la perdiz nival (Lagopus muta) y el pika (Ochotona). La reserva ha registrado 190 especies de aves, de las cuales se sabe que 89 anidan en el territorio.

## Ecoeducación y acceso
Al tratarse de una reserva natural estricta, la Reserva natural de Bureya está en su mayor parte cerrada al público en general, aunque los científicos y aquellos con fines de «educación ambiental» pueden hacer arreglos con la administración del parque para realizar visitas guiadas. La reserva cuenta con un centro de visitantes y un museo de la naturaleza abiertos al público. El parque patrocina recorridos en helicóptero de tres horas por el territorio, también permite de forma limitada realizar balsismo en el río Bureya y permite el acceso limitado a tres rutas de senderismo en grupos supervisados con permisos especiales. Las rutas de senderismo llevan a lugares destacados de la reserva, como: Lago del Oso, Lago Korbohon, La carretera de los reyes y las cascadas del río Kuraygagna.